# Xã Myron, Quận Faulk, Nam Dakota
Xã Myron (tiếng Anh: Myron Township) là một xã thuộc quận Faulk, tiểu bang Nam Dakota, Hoa Kỳ. Năm 2010, dân số của xã này là 124 người.